# Şeref Eroğlu
Şeref Eroğlu (Kahramanmaraş, Turquía, 25 de noviembre de 1975) es un deportista turco especialista en lucha grecorromana donde llegó a ser subcampeón olímpico en Atenas 2004.

## Carrera deportiva
En los Juegos Olímpicos de 2004 celebrados en Atenas ganó la medalla de plata en lucha grecorromana de pesos de hasta 66 kg, tras el luchador azerbaiyano Farid Mansurov (oro) y por delante del kazajo Mkhitar Manukyan (bronce).